# Oplosia nubila
Oplosia nubila là một loài bọ cánh cứng trong họ Cerambycidae.